# Urška Klakočar Zupančič

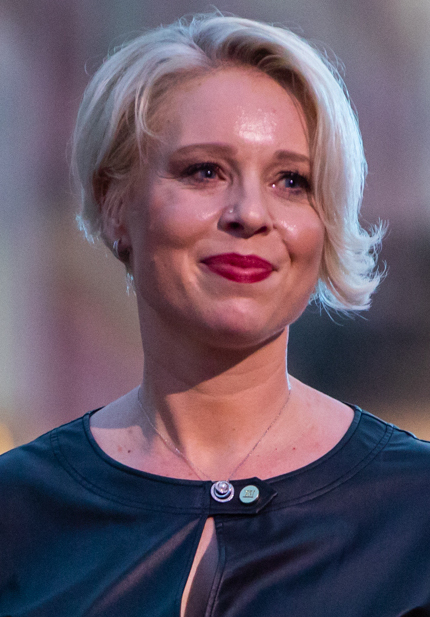
Urška Klakočar Zupančič, 2022

Urška Klakočar Zupančič (* 19. Juni 1977 in Trbovlje) ist eine slowenische Juristin und Politikerin.

## Leben
Urška Klakočar Zupančič arbeitete nach ihrem rechtswissenschaftlichen Studium an der Universität Ljubljana als Richterin, zuletzt am Bezirksgericht Ljubljana. Öffentliche Bekanntheit erlangte sie im Herbst 2020 wegen der Einleitung eines gegen sie gerichteten Disziplinarverfahrens, nachdem sie in einer geschlossenen Facebook-Gruppe den damaligen Premierminister Janez Janša und seine Regierung kritisiert hatte. Zwar wurde das Verfahren eingestellt. Klakočar Zupančič verließ dennoch den Richterberuf und schloss sich der neugegründeten Partei Gibanje Svoboda an. Auf dem Gründungsparteitag am 26. Januar 2022 wurde Klakočar Zupančič zur Vizevorsitzenden der Partei gewählt.
Bei den slowenischen Parlamentswahlen am 24. April 2022 erlangte Urška Klakočar Zupančič ein Mandat im Državni zbor. In der konstituierenden Sitzung am 13. Mai 2022 wurde sie sogleich zur Parlamentspräsidentin gewählt. Sie ist die erste Frau im unabhängigen Slowenien, die diese Position bekleidet.